# Подолинский, Андрей Иванович
Андрей Иванович Подолинский (1806—1886) — русский поэт; камергер, действительный статский советник.

## Биография
Родился в Киеве 1 (13) июля 1806 года. Его отец, Иван Наумович, воспитанник Киево-Могилянской академии, служил председателем Киевской палаты уголовного суда и скончался в Одессе, 25 января 1852 года, 75 лет от роду, в чине действительного статского советника. Имел в Звенигородском уезде Киевской губернии, на границе с Херсонской, имение — село  Ярославцы (Ярославка).
Первоначальное воспитание Андрей Подолинский получил в киевском частном пансионе немца Графа, о котором он до конца своей жизни вспоминал с глубочайшей признательностью. В 1821 году он был помещён в Благородный пансион при Санкт-Петербургском университете, который окончил в 1824 году. Существовавшее в пансионе литературное настроение не могло не отразиться благоприятно и на поэтических стремлениях Подолинского, которым он был обязан одному из преподавателей киевского пансиона, Андрею Фёдоровичу Фурману.
До поступления на службу он в конце июля 1824 года уехал к родным в Киев и по дороге, в Чернигове, случайно встретился в гостинице с Пушкиным. Однако, эта случайная встреча не стала началом настоящего знакомства Подолинского с Пушкиным, вскоре забывшим даже фамилию своего случайного собеседника; настоящим образом они познакомились уже впоследствии, в Петербурге, в 1829 году.
С 1824 по 1831 годы Подолинский служил в Санкт-Петербурге в Почтовом ведомстве. В это время он посещал собрания («ассамблеи») пансионских товарищей, проходивших на квартире Римского-Корсакова, а также литературные собрания барона А. А. Дельвига; на вечере у Щастного он познакомился с Мицкевичем.
В 1831 году он получил назначение в Одессу, на должность помощника почт-инспектора VII почтового округа. В 1839 году он уже коллежский советник; в 1840 году к этому чину присоединяется звание камер-юнкера; в 1842 году он уже статский советник. В 1843 году он занял должность окружного почт-инспектора VII почтового округа, имея звание камергера; 14 мая 1845 года, оставаясь в той же должности, был пожалован действительным статским советником.
В 1838 году женился на старшей дочери херсонского помещика князя Сергея Даниловича Кудашева, Марии Сергеевне (1817?—1901). В 1850 году у них родился сын Сергей (ещё один сын умер в раннем детстве).
В 1850 году вышел в отставку и поселился в своем родовом имении, в Звенигородском уезде Киевской губернии.
Подолинский рано начал писать стихи, но выступил в печать с поэмою «Див и Пери» только в 1827 году. Пушкин и его друзья встретили её сочувственно. В 1829 году появилась стихотворная повесть Подолинского «Борский», в 1830 году — поэма «Нищий», в 1837 году — поэма «Смерть Пери». Наиболее известные произведения Подолинского — «Див и Пери» и «Смерть Пери» — написанные в стиле Томаса Мура, пользовались большим вниманием публики и критики благодаря лёгкой и изящной форме и красоте романтического сюжета.
В 1837 году вышло в свет собрание произведений Подолинского под заглавием «Повести и мелкие стихотворения». Поместив после этого несколько небольших стихотворений в «Современнике», «Библиотеке для чтения» и некоторых альманахах за 1838—1839 годы, Подолинский ничего не печатал до 1854 года, когда события Крымской войны внушили ему патриотические стихотворения: «Перед войной» и «Союзникам» (в «Отечественных записках»). В 1860 году Н. Г. Устрялов выпустил в свет вторым изданием собрание стихотворений Подолинского, но тогдашняя критика встретила их неприязненно, как «пустозвонные романтические бредни, чуждые требованиям действительности и могучим веяниям века».
Большую известность получило стихотворение Подолинского «На праздник 50-летней годовщины основания С.-Петербургского университета» (в 1869 году); два заключительных его стиха: «Где высоко стоит наука,
Стоит высоко человек!» были выбиты на медали в память юбилея.
В 1884—1886 годах в «Русской старине» было напечатано несколько стихотворений Подолинского, написанных в разное время, а в «Сборнике Общества для пособия нуждающимся литераторам и ученым» (1884) — стихотворение «Мать», написание которого вызвало наблюдение наблюдение самоотверженной материнской заботы его жены о больном сыне.
Умер в ночь на 4 (16) января 1886 года от старческого бронхита, в собственном доме, в Киеве, на Эспланадной улице. Похоронен в Киеве на Зверинецком кладбище.